# Рейнсвілл (Алабама)
Рейнсвілл (англ. Rainsville) — місто (англ. city) в США, в окрузі Декальб штату Алабама. Населення — 5505 осіб (2020).

## Географія
Рейнсвілл розташований за координатами 34°29′40″ пн. ш. 85°50′12″ зх. д. / 34.49444° пн. ш. 85.83667° зх. д. (34.494442, -85.836548).  За даними Бюро перепису населення США в 2010 році місто мало площу 53,30 км², з яких 53,26 км² — суходіл та 0,04 км² — водойми.

## Демографія
Згідно з переписом 2010 року, у місті мешкало 4948 осіб у 2098 домогосподарствах у складі 1420 родин. Густота населення становила 93 особи/км².  Було 2305 помешкань (43/км²).
Расовий склад населення:
| - 95,1 % — білих - 0,9 % — корінних американців - 0,2 % — чорних або афроамериканців - 0,2 % — азіатів - 0,1 % — вихідців з тихоокеанських островів - 2,1 % — осіб інших рас |

До двох чи більше рас належало 1,3 %. Частка іспаномовних становила 3,8 % від усіх жителів.
За віковим діапазоном населення розподілялося таким чином: 22,8 % — особи молодші 18 років, 59,4 % — особи у віці 18—64 років, 17,8 % — особи у віці 65 років та старші. Медіана віку мешканця становила 41,2 року. На 100 осіб жіночої статі у місті припадало 90,6 чоловіків;  на 100 жінок у віці від 18 років та старших — 85,4 чоловіків також старших 18 років.
Середній дохід на одне домашнє господарство  становив 50 181 долар США (медіана — 39 691), а середній дохід на одну сім'ю — 53 134 долари (медіана — 39 357). За межею бідності перебувало 16,7 % осіб, у тому числі 22,3 % дітей у віці до 18 років та 20,9 % осіб у віці 65 років та старших.
Цивільне працевлаштоване населення становило 2028 осіб. Основні галузі зайнятості: освіта, охорона здоров'я та соціальна допомога — 23,2 %, виробництво — 22,7 %, роздрібна торгівля — 11,6 %, публічна адміністрація — 7,7 %.